# Снежный человек

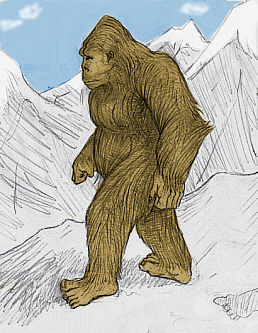
Художественное изображение

Сне́жный челове́к (йе́ти, бигфут и др.) — мифическое обезьяноподобное и человекоподобное существо, криптид, якобы обитающий в различных высокогорных или лесных регионах мира. Обычно описывается как большой волосатый человек или гигантская прямоходящая обезьяна.
Начиная с 1870-х годов в европейском и американском общественном сознании приобретает популярность образ «доисторического человека», облик которого реконструируется палеоантропологами и анатомами; под руководством исследователей «первобытности» он воссоздаётся художниками. В иллюстрированных журналах он изображается волосатым, длинноруким, сутулым. Писатели-фантасты допускают непосредственную встречу с этим существом. Европейцы, в конце XIX — начале XX века осваивавшие Гималаи и Тибет, были знакомы с этими журналами и книгами; их картина мира включала предполагаемый облик неандертальца. В этой среде возникают легенды о снежном человеке центральноазиатских высокогорий. В основном с 1950-х годов возникла гоминология, ненаучное направление, направленное на поиски снежного человека и сбор сведений о нём. Инструментом такой интерпретации местных фольклорных текстов (интерпретацией «первого порядка») стали смелые, но не получившие подтверждения гипотезы о существовании реликтового гоминида. При этом местная традиция трансформировалась под влиянием популярной культуры и стала предлагать энтузиастам, ищущим снежного человека, именно ту информацию, которую они ожидают услышать.
Мнение, что снежный человек является представителем семейства гоминид, реже может конкретизироваться: например, предполагается, что он является древним видом именно рода Homo (например, питекантропом или неандертальцем), сохранившимся с доисторических времён до наших дней. Снежный человек является одним из наиболее известных «видов», существование которого признаётся сторонниками криптозоологии. Миф о снежном человеке поддерживается, в частности, сторонниками паранормальных явлений и использующими их настроения СМИ.
Представления о снежном человеке основаны на образах «низшей мифологии». Легенды многих традиционных народов рассказывают о странных людях или обезьянах, покрытых шерстью. Представления о снежном человеке основаны в основном на показаниях «очевидцев». Имеются также материальные объекты (следы, в основном на снегу, волосы и др.), выдаваемые за материальные свидетельства его существования. Однако установленные факты, подтверждающие его существование, отсутствуют. «Материальные свидетельства» его существования при их изучении учёными оказывались оставленными известными видами (волосы, часть следов — например, следы медведя) либо не являются надлежащим образом зафиксированными и изученными. Неизвестны фотоснимки или видеозаписи этого существа, выполненные в приемлемом для изучения качестве. Кроме того, учёными отмечается, что существование подобных «скрытых видов» является крайне маловероятным, поскольку для поддержания численности популяции необходимо наличие такого числа особей, какое делает вид легко обнаруживаемым, а климатические условия и особенности источников пищи делают маловероятным выживание животных, обладающих описываемыми характеристиками. По этим причинам представления о снежном человеке учёными чаще всего рассматриваются как один из современных мифов. Научное сообщество считает, что сообщения о снежном человеке объединяют в себе народные предания, неправильную идентификацию и мошенничество.
Йети стал эпонимом астероида (2843) Йети.

## Названия
Снежным человеком мифический реликтовый гоминид был назван довольно случайно. Географ и топонимист Э. М. Мурзаев отмечал, что на многих центральноазиатских языках «снежным человеком» называли гималайского медведя (тиб. м’йети). Буквальный перевод этого названия привёл к путанице и появлению представлений о человекопободном существе уже в буквальном смысле. В английском и некоторых других языках носит название «ужасный (отвратительный) снежный человек» (Abominable Snowman). Название североамериканского снежного человека сасквоч происходит из салишских языков, где se’sxac — «дикие люди».
В разных местах носит различные названия: йе́ти — Непал, метох кангми — Тибет, ежэнь или китайский дикарь, бигфут — Северная Америка, сасквоч — Северная Америка и Австралия, мапингуари — в районе Амазонки, сисимит — Южная Мексика, энжей, авдошка, каптар, аламас, алмасты, голуб-яван, йови — Австралия.

## История
Со второй половины XIX веках в записки европейских и русских путешественников по Центральной Азии передают сообщения и рассказы местных жителей о диком человеке, обитающем в горах или других труднодоступных местах. Подобные сведения читаются также в исторических, географических, медицинских сочинениях более ранних периодов. Согласно этим текстам, «низшая мифология» некоторых архаическимх культур включает человекоподобных существ, поросших звериной шерстью, которые не имеют одежды, не пользуются огнём и не владеют членораздельной речью. Они скрытным образом живут в горных пещерах, в пустынях, лесных местностях и лишь изредка вступают в контакт с людьми, чаще недружелюбный.
Начиная с 70-х годов XIX века под влиянием эволюционного учения Чарльза Дарвина и палеонтологических открытий в сфере антропогенеза в европейском и американском общественном сознании появился и получил широкую известность образ далёкого предка современного человека или его ближайшего родственника, которые описывались как первобытный, или доисторический человек. Облик этого существа реконструировали палеоантропологи и анатомы, воссоздавали художники, работавшие под руководством учёных. Была разработана научная методика таких реконструкций. Реконструкции конца XIX — начала XX века оказали влияние на ряд литературных произведений.
Научно-фантастическая литература, начиная с Жюль Верна, допустила непосредственную встречу с первобытным человеком, а также сформулировала предположения об условиях и результатах этой встречи. Эти идеи, видимо, возникли под интеллектуальным воздействия дарвинизма, конкретнее — в рамках понимания того факта, что в живой природе могут сосуществовать биологические виды, которые возникли на разных ступенях эволюции, включая и их «предковые», «реликтовые» формы. Для массового читателя художественный вымысел оставался таковым, однако сама ситуация встречи была обозначена. Читателями этих журналов и книг были, вероятно, также европейские, в первую очередь британские, первопроходцы, военные, альпинисты, натуралисты и исследователи Гималаев, включая майора Лоуренса Уэдделла (1889), подполковника Ч. Говарда-Бери (1921), фотографа А. Томбази (1925) и других.

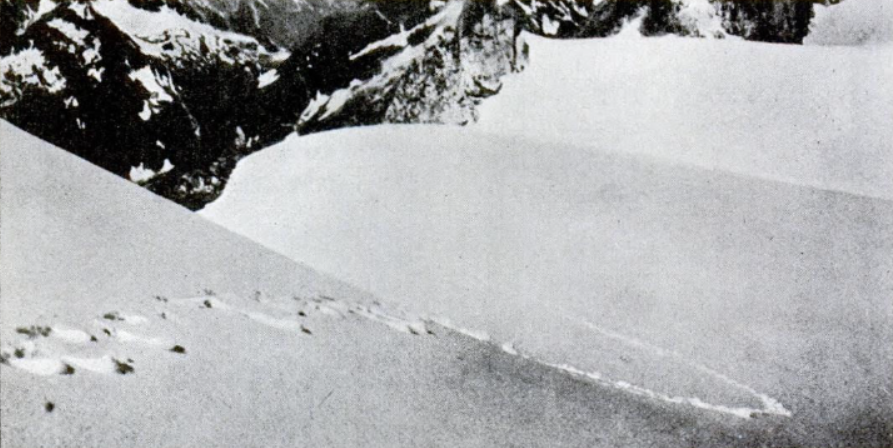
Цепочка следов, найденная в Гималаях в 1937 году Фрэнком Смайтом, которые он принял за следы снежного человека. Специалисты, изучившие фотографию, пришли к выводу, что это однозначно следы медведя

Самым известным снежным человеком является гималайский йети. Считается, что он обитает примерно на уровне линии снега. В XIX веке сообщения о нём появляются в рапортах британских чиновников, работавших в горных районах Индии и в Непале. Британский резидент при Непальском дворе В. Хогдсон сообщал, что его слуги во время путешествий испытывали страх перед волосатым бесхвостым человекоподобным существом. Существа, похожие на йети присутствуют на непальских и тибетских религиозных изображениях. Шерпы очень боятся этих существ. В XX веке, когда в Гималаях началось паломничество альпинистов, возникли новые рассказы о снежном человеке. Так, при подходе к Эвересту видели отпечатки его ног. В некоторых горных монастырях хранятся якобы вещественные свидетельства существования йети. В 1986 году альпинист-одиночка А. Вулридж утверждал, что встретил двухметрового йети в северной части Гималаев и демонстрировал снимок, сделанный на большом расстоянии, на котором видна отдалённая человекообразная фигура.

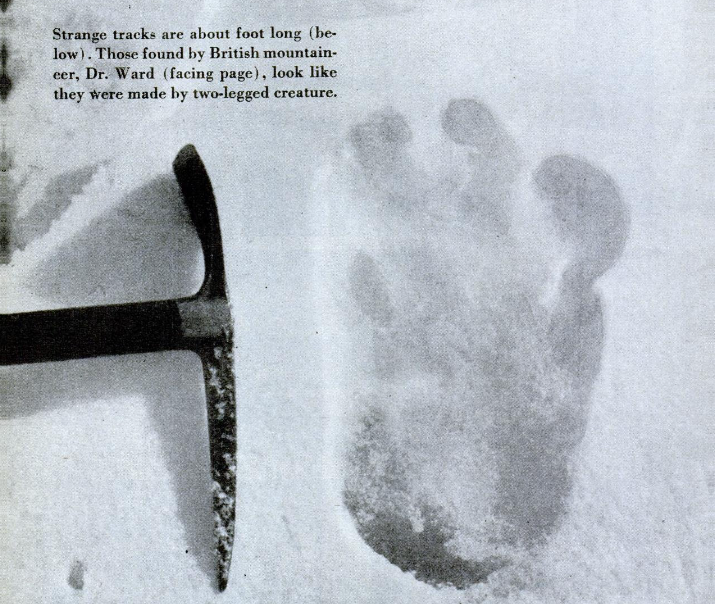
След, представленный как принадлежащий снежному человеку, обнаруженный на леднике Менлунг в 1951 году во время экспедиции Эрика Шиптона на Эверест. Журнал «Popular Science», декабрьский номер 1952 года

В Непал неоднократно отправлялись экспедиции, искавшие йети, например, под руководством альпиниста Ральфа Изарда, но не нашли никаких фактических подтверждений. Наиболее существенные, но отрицательные, результаты были получены в 1960—1961 годах комплексной экспедицией Э. Хиллари (первым покорившего Эверест) и Десмонда Дойла, знатока Непала и местных языков. В ней принимали участие также зоологи. Экспедицией был решён вопрос гигантских следов: под действием солнечных лучей снег на поверхности плавится, и следы мелких животных, таких как лисы, сливаются в гигантские отпечатки. Кроме того, члены экспедиции получили три шкуры «йети», оказавшиеся шкурами местного подвида медведя. Членам экспедиции с большим трудом также удалось на время позаимствовать «скальп снежного человека» из Кумджунгского буддийского монастыря. Для этой цели Хиллари достал деньги на пожертвование монастырю и строительство пяти школ. Исследование в Чикаго подтвердило предположение Хиллари: «скальп» оказался очень старым, но сделанным из шкуры горного козла серау. Мумифицированная «рука йети» из того же монастыря оказалась человеческой.
В 1991 году в китайском Тибете на границе с Непалом работала китайско-российская научная экспедиция, официально заявленная как гляциологическая, но имевшая основной целью поиски снежного человека и финансировавшаяся со стороны Японии. Её участник А. А. Тишков (с 1994 — доктор географических наук) встретил на высоте более 5000 метров «человекоподобное» существо и смог заснять его на фотоплёнку, но с дальнего расстояния. Тишков считает, что «йети» является медведем.
В Центральной Азии снежный человек именуется аламас или альмасты. В 1427 году немецкий путешественник Ганс Шилтенбергер, побывавший при дворе Тамерлана, издал книгу, в которой в числе прочего упомянул о диких людях:

В самих горах живут дикие люди, у которых нет ничего общего с другими людьми. Всё тело этих существ покрыто шерстью, только на руках и на лице нет волос. Они бегают по горам, как животные, и питаются листьями и травой, и всем, что они могут найти.
Рисунок альмасты помещён в монгольском медицинском справочнике XIX века. О встречах с альмасты имеются свидетельства также ХХ столетия. В 1925 году на Памире красноармейцы видели тело мёртвой дикой женщины, которое нашли в пещере, где скрывались басмачи. Путешественник Иван Ивлов утверждал, что в 1963 году на монгольских склонах Алтая он видел в бинокль несколько «человекоподобных существ». Также им были собраны рассказы местных жителей о многочисленных встречах с этими существами.
В 1940 году биолог Вань Зелин утверждал, что видел труп дикого человека, застреленного охотниками. Он описывал это существо как женщину, покрытую густой и длинной серовато-красной шерстью. В 1950 году двух «диких людей», мать с детёнышем, видел в горах другой учёный, геолог. В 1976 году в провинции Хубэй «странное бесхвостое существо, покрытое красноватым мехом», было встречено шестью китайскими офицерами. Затем в этот район была направлена научная экспедиция.
«Свидетельства» о встречах с «дикими людьми» приходили и из Малайзии и Индонезии. Когда в 2004 году на индонезийском острове Флорес были найдены останки древних людей маленького роста, названных «хоббитами» (Человек флоресский), вспомнили о местных фольклорных персонажах эбу-гого, описываемых как карлики, имеющие большие глаза и волосы на всём теле, говорящие на странном языке и воровавшие у людей фрукты и самогон.
Согласно представлениям коренных жителей Суматры, в девственных лесах острова живут «орангпендеки» («короткие парни»). Как и эбу-гого, суматранские существа описываются как имеющие мелкие размеры. На острове Калимантан местные жители называют подобных существ «батутутами», но им приписывается намного больший размер. Поисками обезьянолюдей в этом регионе занимаются в том числе и настоящие учёные. Так, профессор Питер Чи ставит для их обнаружения специальные цифровые камеры-«ловушки», но пока в них никто не попался. Камеры смогли зафиксировать тапира, мраморную кошку, редчайшего суматранского тигра, но не гоминида.
Ряд криптозоологов считает представителем снежного человека «дикую женщину» Зану из Тхина, пойманную в XIX веке в Абхазии, а затем жившую среди местных жителей. Однако исследование черепов, заявленных как принадлежащие Зане и её сыну Хвиту, и анализ ДНК Заны и шестерых её потомков показали принадлежность к Homo sapiens, вероятно, к африканцам.
Сообщения о снежном человеке известны с гор Кавказа. Биолог Я. К. Бадридзе свидетельствовал о нападении на руководителя метеостанции неизвестного, оставившего на его спине отпечаток ладони по форме человеческой, но втрое больше. Бадридзе много лет работал в Лагодинском заповеднике, расположенном на Южном Кавказском хребте, на границе Грузии с Дагестаном. В этой местности длительное время бытовали повествования о лагодехах — гигантских диких людях, покрытых шерстью и обитающих в высокогорных лесах. В 1970-х годах многие пожилые люди в горных селениях утверждали, что встречали этих людей.
Российские криптозоологи, занимающиеся поисками снежного человека, в настоящее время называют себя гоминологами. Термин «реликтовый гоминоид» ввёл известный зоолог П. П. Смолин. Являясь главным хранителем Дарвиновского музея, он основал Семинар по вопросам гоминологии, который после его смерти стал называться «смолинским». Семинар работает по настоящее время, издаются его труды. Историк Игорь Бурцев основал и возглавил Международный институт гоминологии (неизвестно имеются ли в нём сотрудники, кроме директора). Бурцев отмечал, что сам он снежного человека никогда не видел.
Различные сообщения о встречах с «реликтовыми гоминоидами» известны и в России: чучуна в Якутии, алмасты в Кабардино-Балкарии, снежный человек в Адыгее и центральных регионах, включая ближнее Подмосковье и др. В последние годы активные поиски снежного человека ведутся в Кемеровской области, куда приезжают криптозоологи из разных стран. Они совершили поездки на гору Каратаг и в Азасскую пещеру, где подобных существ якобы видели чаще всего. Найденные в этих местах «волосы йети» оказались шерстью медведя.
Неясные сведения о «диких гоминидах» известны из Африки и Австралии. В Австралии известен йови, человекообразное существо, которое с середины 1970-х годов пытался популяризировать энтузиаст-криптозоолог Рекс Гилрой. Образ йови может восходить к персонажу фольклора аборигенов Австралии.

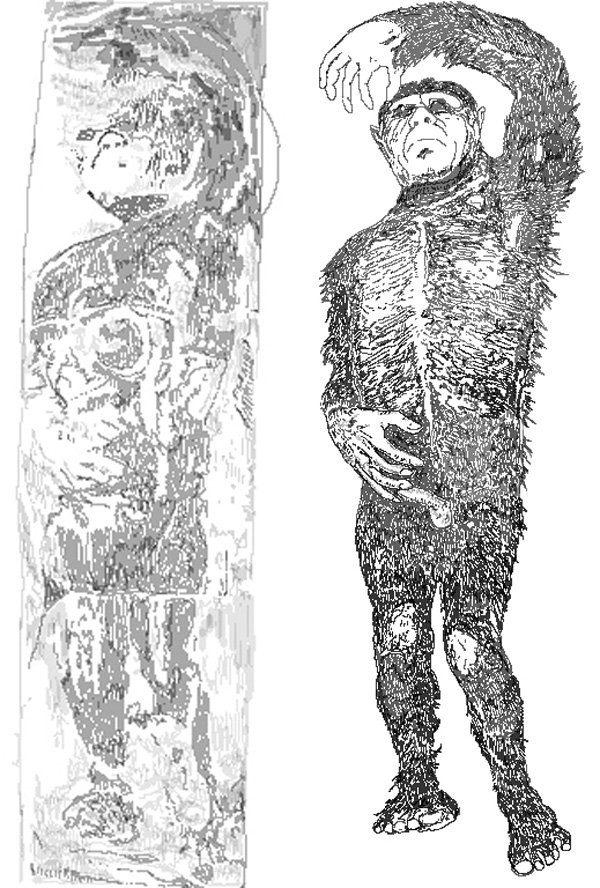
«Ледяной человек из Миннесоты» — мистификация, изображающая человекоподобное существо, замороженное в глыбе льда. Рисунок мистификации (слева) и рисунок по описанию криптозоологов Айвена Сандерсона и Бернара Эйвельманса (справа)

Из Северной Америке на протяжении XIX и XX столетий поступали сообщения о существе, похожем на медведя, но передвигающегося на задних конечностях. Первое открытие следов сасквоча часто относится к 1811 году и приписывается британскому исследователю Дэвиду Томпсону. С того времени были обнаружены сотни отпечатков, якобы оставленных бигфутом. О таком существе, убившем траппера, писал президент США Теодор Рузвельт в своей книге «Охотник безжизненных просторов». Чаще всего эти встречи якобы имели место в Британской Колумбии.
Долгое время одним из наиболее убедительных доказательств существования снежного человека (бигфута) считался короткий цветной фильм, снятый Роджером Паттерсоном и Бобом Гимлином в 1967 году в Северной Калифорнии рядом с Блафф-Крик. На плёнке, как утверждалось, запечатлена самка снежного человека. Однако в 2002 году, после смерти Рэя Уоллеса, для которого была сделана эта съёмка, появились свидетельства его родственников и знакомых, рассказавших (впрочем, без предъявления каких-либо вещественных доказательств), что вся история с «американским йети» была от начала и до конца сфальсифицирована; сорокасантиметровые «следы йети» делались искусственными формами, а киносъёмка — постановочный эпизод с человеком в специально сшитом костюме обезьяны.
Американский криптозоолог Лорен Коулман писал в связи с этим: «Почему признанию лжеца верят, а к свидетельствам чудес относятся скептически? СМИ смешивают ложь и слухи с несколькими достоверными фактами, как и произошло с историей Уоллеса».

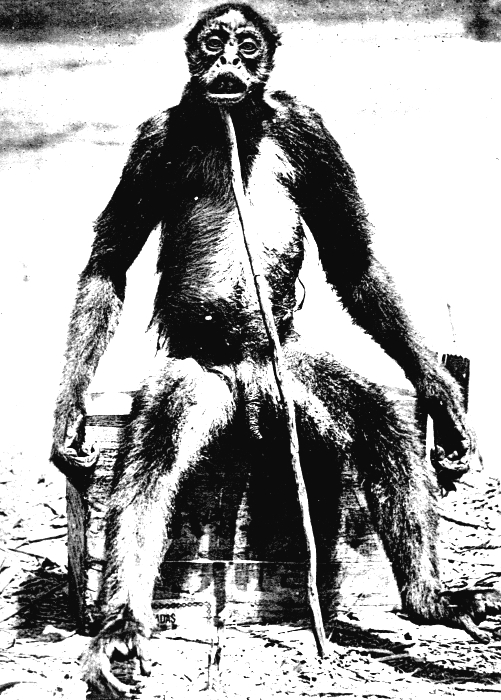
Обезьяна де Луа, снимок 1920 года мёртвой паукообразной обезьяны, выдаваемой за представителя неизвестного вида человекообразных обезьян

В 1920 году швейцарский геолог Франсуа де Луа сообщил, что якобы встретил в Колумбии крупных неизвестных обезьян, похожих на антропоидов. Луа утверждал, что застрелил одну из них, и привёз фотографию тела. Большинство учёных считает, что на фотографии изображена мёртвая коата (паукообразная обезьяна).
Из горных тропических лесов Южной Мексики поступают сообщения о существах, называемых сисимитами и описываемых как очень большие дикие люди, полностью покрытые коротким толстым коричневым мехом. Отмечаются отсутствие шеи, маленькие глаза, длинные руки, большие кисти рук и следы в два раза длиннее человеческих. Несколько «очевидцев» сообщили, что сисимиты гнались за ними по склонам гор. Утверждается, что подобные существа живут в Гватемале, где они якобы похищают женщин и детей. Зоолог Айвен Сандерсен, работавший в Гондурасе, в 1961 году писал:

Десятки людей говорили мне, что видели его… Один младший лесник описал во всех подробностях двух маленьких существ, которых он неожиданно заметил, когда они наблюдали за ним на опушке лесного заповедника у подножия гор Майя… Этот народец в высоту был от 3,6 до 4 футов, пропорционально сложен, но у них очень тяжёлые плечи и довольно длинные руки, они покрыты толстой плотной, почти коричневой шерстью, как у короткошёрстной собаки; у них были очень плоские желтоватые лица, но волосы на голове были не длиннее, чем волосы на теле, за исключением нижней части затылка и шеи… Ни местный житель, ни другое лицо, которое передавало слова местных жителей, не указывал, что эти существа были простыми «обезьянами». Во всех случаях они обращали внимание, что у тех не было хвостов, они ходили на двух ногах, и у них были человеческие черты.
Гровер Кранц, антрополог из Университета Вашингтона, в течение 40 лет выступал в поддержку существования снежного человека, но не смог предоставить убедительных доказательств. Профессор анатомии Университета Айдахо, доктор Джефф Мельдрум собрал коллекцию из 40—50 слепков больших следов, принадлежащих, по его мнению, снежному человеку. Мельдрум считает, что при наличии такого количества отпечатков все они не могут являться шуткой.

### Комиссия Академии наук СССР
СССР был едва ли не единственной страной, в которой криптозоология рассматривалась на государственном уровне, во многом благодаря профессору Б. Ф. Поршневу. Поршнев, учёный универсальных знаний, доктор как исторических, так и философских наук; имел и биологическое образование, но диплом он не стал получать. Он занимался и теорией антропогенеза. Изучение антропогенеза в то время находилось ещё на своей ранней стадии развития, поэтому в настоящее время теория Поршнева имеет только историческое значение. Он считал, что человеком в полном смысле слова является только человек современного вида, это качественный скачок, тогда как все остальные Homo ближе к животным, чем к человеку разумному. Поэтому он и все его последователи считали снежного человека неандертальцем, хотя и деградировавшим, несмотря на то, что по описанию он ближе к архантропам или ещё более ранним гоминидам.
В 1955 году Поршнев осуществил исследование об источниках питания ископаемых палеоантропов, обитавших в пещере Тешик-Таш в Узбекистане. Согласно Поршневу, тешик-ташский палеоантроп не охотился на них, а лишь подбирал за барсом ту часть убитых им горных козлов, которую тот не съедал. Эта работа привела Поршнева к исследованию снежного человека, который заинтересовал его по той причине, что опубликованные в 1957 году сообщения о реликтовых гоминоидах были привязаны к региону, где в изобилии водятся горные козлы. Это было фундаментом для предположения, что за совершенно случайным и неудачным названием «снежный человек» кроется реальный зоологический феномен — дожившие до современной эпохи реликтовые палеоантропы, неандертальцы.
В январе 1958 года секретарь Отделения исторических наук АН СССР Е. М. Жуков направил официальное письмо президенту АН СССР академику А. Н. Несмеянову, подняв вопрос о научном познании феномена снежного человека. В те же дни с А. Несмеяновым лично встречался и Поршнев, который, вероятно, и добился направления письма Отделения исторических наук. Заседание Президиума АН СССР по вопросу о снежном человеке состоялось 31 января 1958 года. В стенограмме отмечены выступления самого Поршнева, сообщение сотрудника ЛГУ — гидрогеолога А. Г. Пронина (который, якобы, лично наблюдал гоминоида на Памире), академиков А. Н. Несмеянова, П. Л. Капицы, К. В. Островитянова, Н. Н. Семёнова, И. Е. Тамма, А. В. Топчиева, С. А. Христиановича, члена-корреспондента С. В. Обручева, а также приматолога М. Ф. Нестурха, начальника Памирской научной станции АН Таджикской ССР К. В. Станюковича, палеоантрополога Г. Ф. Дебеца. Поршнев заявил, что «общественность вправе потребовать, чтобы на взволновавший её вопрос наука дала ясный ответ». Во время прений резко скептическую позицию занял С. В. Обручев, который вскоре возглавил академическую Комиссию по изучению «снежного человека». Он даже осудил выступления очевидца в прессе с явно «недостаточным материалом». Сам А. Н. Несмеянов отмечал, что академики не ставили вопроса о возможности и вероятности существования снежного человека, поскольку речь шла о «продвижении советской науки к новым открытиям». П. Л. Капица откровенно заявил, что «самое важное — люди, которые с энтузиазмом, с интересом пошли бы на поиски в тяжёлых условиях. Если даже они не найдут „снежного человека“, они найдут что-либо другое».
Распоряжением Президиума АН СССР от 10 февраля 1958 года был утвержден персональный состав Комиссии по изучению вопроса о «снежном человеке». Поршнев вошёл в её состав как заместитель председателя С. В. Обручева. В составе комиссии были специалисты разных профилей, в том числе зоологи, географы, антропологи, альпинисты, и даже директор Московского зоопарка. Инициатива была одобрена на уровне ЦК КПСС. Согласно рабочей гипотезе, которой руководствовалась комиссия, снежный человек — это доживший до нашего времени примат из деградировавшей ветви неандертальцев.
В 1958 году состоялась комплексная и дорогостоящая экспедиция по поискам снежного человека в высокогорьях Памира. Экспедицию возглавил ботаник Станюкович, который, однако, слабо верил в существование йети. Экспедиция включала зоологов, ботаников, этнографов, геологов, картографов, а также местных жителей, проводников и охотников-барсоловов. Участники экспедиции использовали служебных собак, натасканных на запах шимпанзе. По мнению Поршнева, экспедиция должна была проходить не летом, а зимой, когда следы неизвестного гоминида лучше были бы видны на снегу. Никаких признаков существования йети найдено не было, но учёные сделали большое число других открытий, например, нашли стоянку неолитического человека. По результатам экспедиции был создан геоботанический атлас высокогорий Памира. После этого, несмотря на возражения Поршнева, Академия наук официально закрыла тему изучения снежного человека.
Единственный отчёт о проделанной работе был оглашён на Президиуме АН СССР 23 января 1959 года. На этом заседании С. В. Обручев первым предложил комиссию по гоминоиду распустить, а вопрос о снежном человеке изучать в соответствующих институтах, в частности, Институте этнографии. Из доклада Поршнева следует, что лично он участвовал в Памирской экспедиции на общественных началах, и планировал наладить взаимодействие с Академией наук Китая, но для этого ничего не было сделано. Усилиями Поршнева и А. А. Шмакова в 1958 году вышли два выпуска «Информационных материалов Комиссии по изучению вопроса о „снежном человеке“», и в 1959 году — уже после роспуска комиссии — ещё два выпуска. По утверждению Поршнева, сверх того он подготовил четыре выпуска информационных материалов, так и не вышедших в свет. Также на Президиуме не были озвучены источники и объём финансирования мероприятия, точные сроки и хроника экспедиции, общее число участников и др. Научные выводы и перспективы работы над гипотезой существования снежного человека были сформулированы Поршневым: он считал необходимым продолжение исследований в зоогеографическом и зооэкологическом аспектах для определения ареала снежного человека. Итогом стал раскол участников и личная ссора Обручева с Поршневым. Начальник экспедиции К. В. Станюкович заявил: «Мне хочется, чтобы вы поверили, что мы не привезли „снежного человека“ только потому, что его там нет». Вопрос был решён, по словам И. Н. Ильиной, по принципу: нет снежного человека — нет проблемы.
О ведении Поршневым полевых исследований свидетельствуют записки одного из участников экспедиции 1961 года в Таджикистан С. А. Саид-Алиева:

В окрестностях оз. Темур-куль мы видели следы различных хищных животных. На другой день в 7—8 часов утра у берега оз. Темур-куль измерили след медведя. Он имел в длину от 34,5 см до 35 см. Когда об этом было сказано проф. Б. Ф. Поршневу, он сказал, что это след этого животного (то есть «снежного человека»). Потом я задал вопрос Б. Ф., какие у него когти — длинные или человекообразные. Он отвечал: почти как у человека.
Практически единственными сторонниками продолжения работы остались Поршнев и врач Ж. И. Кофман. Они частным порядком направляли в Президиум АН СССР письма, где откровенно писали о проблемах в организации экспедиции. Ж. Кофман заявила, что «экспедиция не имеет права произнести свое слово по этому вопросу попросту потому, что… она его и не искала». Поршнев пытался обвинять К. В. Станюковича, но в ходе прений эти аргументы использованы не были. Поршнев настаивал на своей правоте и продолжал работу. В 1963 году он добился издания монографии «Современное состояние вопроса о реликтовых гоминоидах», которая вышла ротапринтным тиражом 100 (по другим сведениям, 200) экземпляров. После того, как Поршнев выпустил свою популярную книгу «Борьба за троглодитов» в алма-атинском журнале «Простор» с продолжением, была опубликована коллективная рецензия его работ профессиональными зоологами — сотрудниками Академии наук Украинской ССР: И. Г. Пидопличко, А. Б. Кистяковским, А. П. Корнеевым, Н. К. Верещагиным. В статье констатировалось, что «выдумка о так называемом снежном человеке» уже давно разоблачена и «надоела всем серьёзным исследователям».

Особенно активную роль в пропаганде псевдонаучных сведений о так называемом снежном человеке играет историк-медиевист проф. Б. Ф. Поршнев, бесцеремонно вторгшийся в чуждую ему область биологических знаний и упорно печатающий свои измышления о «снежном человеке» на страницах журналов и газет, ставя при этом в весьма неприглядное положение редакторов этих изданий, наивно верящих в его компетентность.
Н. Верещагин представил и персональную рецензию на публикации Поршнева. «Информационные материалы» показали, что «почти у всех народов СССР существует много сказаний и верований об обитающих или обитавших в лесах, горах и на равнинах диких человекообразных существах». Крайне низкая оценка была дана им и в отношении аргументации Поршнева в монографии 1963 года: «биологического анализа „фактов“ за и доводов против существования „снежного человека“ в этом объёмистом сочинении нет», и далее: «странным образом среди „очевидцев“ не оказалось ни настоящих охотников, ни настоящих зоологов, проведших в лесах значительную часть своей жизни».
В связи с англо- и франкоязычными изданиями статей Поршнева о снежном человеке (в том числе в соавторстве с Бернаром Эйвельмансом), в 1976—1979 годах прошла небольшая дискуссия о некоторых постулатах его теории на страницах журнала «Current Anthropology». В 1976 году увидела свет статья И. Бурцева и Д. Баянова «Неандертальцы против парантропов», в которой воспроизводились аргументы Поршнева об отражении сосуществования людей и неандертальцев в исторические времена в археологических памятниках, предметах искусства и даже описаниях представителей зарождавшейся науки. В 1979 году Г. Страсенбург написал ответную статью, аргументы которой были обращены уже непосредственно к трудам Поршнева, который характеризовался как «упорный и выдающийся» учёный в сфере изучения реликтовых гоминоидов. Далее исследователь последовательно опровергал ряд аргументов Поршнева, на которых строилась его теория сохранения неандертальцев в древней Европе, включая время существования приматов вообще и неандертальцев в частности. Много внимания было уделено рассмотрению исторических свидетельств, которые истолковывались как описания сохранившихся особей неандертальцев, последнее упоминание о которых произошло всего за 5 лет до начала Великой французской революции. Ни одно из этих свидетельств не признаётся соответствующим научным описаниям ископаемых видов древних людей.
В дальнейшем поиски йети в СССР и России велись только энтузиастами, которые самостоятельно организовывали поездки в горы Средней Азии и на Кавказ. Гипотеза, из которой исходила комиссия, в дальнейшем излагалась в официальных справочных пособиях АН СССР Н. Ф. Реймерсом.

### Общество криптозоологов
В 1987 году врач-хирург М.-Ж. И. Кофман и другие энтузиасты организовали Российское объединение криптозоологов, или Общество криптозоологов, объединившее искателей снежного человека. Общество получило большую помощь от газеты «Комсомольская правда», которая финансировала покупки приборов ночного видения, средств связи, фотоаппаратуры, медикаментов для обездвиживания и обеспечивала поддержку представителей власти на местах. Под эгидой Общества криптозоологов в Казахстане вёл исследования биолог и писатель-натуралист П. И. Мариковский.
Общество продолжает свою работу, выходят публикации его членов.

## Существование

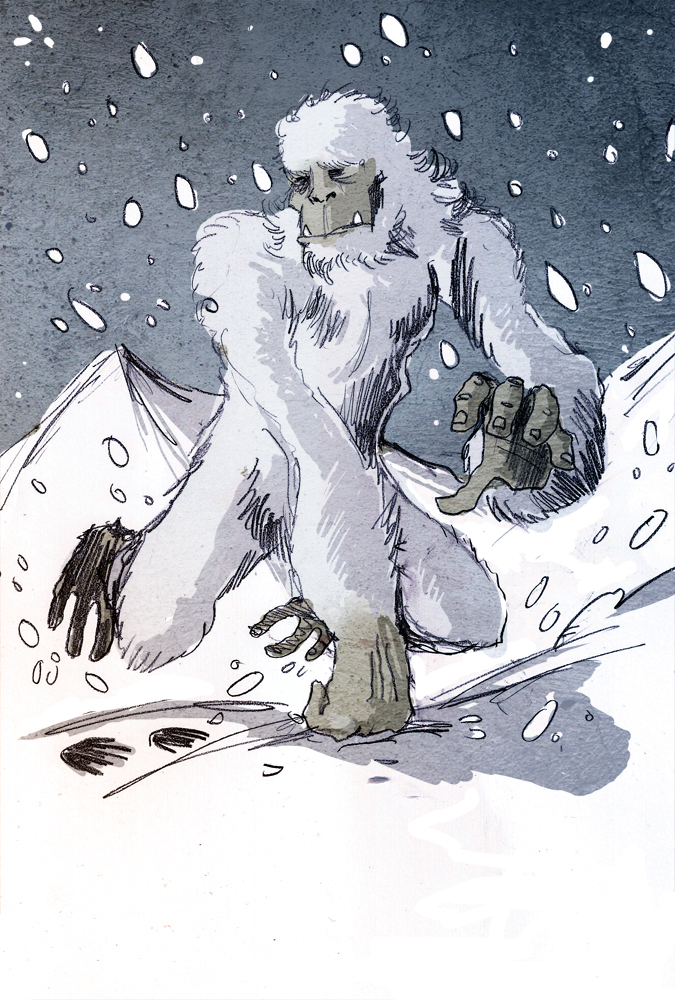
Художественное изображение йети, пародирующее его «неуловимость» (Филипп Семериа)

Сторонники существования снежного человека часто рассматривают его как гоминида, который был вытеснен в суровые условия обитания. Криптозоологи организуют любительские экспедиции по поиску снежного человека в Гималаи, на острова Малайского архипелага и др.
Французский зоолог Бернар Эйвельманс, который ввёл в употребление термин «криптозоология», считал йети неандертальцем. Большое внимание теме снежного человека уделял советский историк Б. Ф. Поршнев, считавший его деградировавшим неандертальцем, и монгольский исследователь Равжирын Равжир. Версия о неандертальце популярна до настоящего времени.
Некоторые сторонники существования снежного человека в стремлении отвергнуть критику утверждают, что он существует в ином измерении и перемещается при помощи астральной проекции.
Уфолог Б. А. Шуринов высказал предположение, что снежный человек является существом инопланетного происхождения.
С. Ю. Неклюдов отмечал, что «ни сам объект поисков, ни продукты его жизнедеятельности, ни его останки не были найдены, а все, что предъявлялось, не выдерживало биологической экспертизы. Чем дальше, тем больше крепла уверенность, что за данными текстами не стоит ничего, кроме локальных образов „низшей мифологии“, хотя и в весьма специфических формах». Большинство современных учёных скептически относятся к возможности существования снежного человека по ряду причин:
- Несмотря на многие десятилетия целенаправленных поисков[4], нет ни одного представителя этого вида, живущего в неволе, ни одного тела, скелета, отдельных костей, шкуры, артефакта[5][6][4].
- Имеются свидетельства «очевидцев»[5]. Якобы имеются волосы, отпечатки следов и несколько десятков фотографий, видеозаписей (плохого качества) и аудиозаписей. Достоверность всех этих свидетельств вызывает сомнение[6][5]. Доступные для изучения гипсовые слепки следов настолько отличаются по своим форме и очертаниям, что свидетельствуют об участии в их создании многих независимых фальсификаторов[5].
- Для своего существования в течение десятков тысяч лет вид животных должен не выродиться в результате близкородственных скрещиваний, не исчезнуть под воздействием случайных факторов (от хищников, болезней, травм, голода, засухи и др.). Для этого необходима популяция из нескольких десятков или сотен животных. К тому же гоминиды размножаются медленно (к примеру, один детеныш раз в два-три года у шимпанзе). Даже небольшой популяции крупных приматов необходима существенная территория. По данным приматолога Джейн Гудолл, группа шимпанзе, включающая 14 взрослых самцов, контролирует участок леса площадью в 24 км²[4].
- Ежегодно описываются сотни новых видов животных, но преимущественно мелких и малозаметных. В отличие от многих других животных, гоминиды обычно очень заметны и оставляют большое число следов своего пребывания. Так, шимпанзе строят для ночлега гнёзда, которые утром оставляют и отправляются на поиски пищи. На следующую ночь они строят новые гнёзда. По этим гнездам специалисты могут определить место ночёвки шимпанзе, их количество и время, прошедшее с их ухода. Найденные в гнёздах волосы, а рядом с гнёздами фекалии — масштабный материал для генетических и прочих анализов. Никаких подобных следов снежного человека не найдено. Гоминиды общаются между собой и производят шум. Предупредительный крик горилл слышен на много километров; гиббоны поют; относительно молчаливые орангутаны громко ревут[4].
- Версия Бернара Эйвельманса, Б. Ф. Поршнева и других авторов о принадлежности снежного человека к неандертальцам противоречит как «описаниям» снежного человека, так и отсутствию следов его материальной культуры. Неандертальцы были создателями культуры среднего палеолита. Если снежный человек — высокоразвитый гоминид, типа неандертальца, должны присутствовать разнообразные орудия, кострища, остатки трапез. Неандерталец являлся близким родственником современного человека и был очень похож на него, хотя имел меньший рост и более коренастое телосложение. Неандертальцы являлись успешными охотниками, хорошо владевшими копьем. Они раскрашивали своё тело охрой, украшали себя перьями, подвесками из раковин и зубов. Снежный человек, напротив, описывается «свидетелями» как несуразное, покрытое густой шерстью обезьяноподобное животное. Кроме того, неандертальцы, как и подавляющее большинство представителей рода Homo, жили не в лесах, а на открытых пространствах[4].
- Большинство рассказов про снежных людей приходит из климатически неблагоприятных регионов, что ставит вопрос о питании такого крупного животного[4].

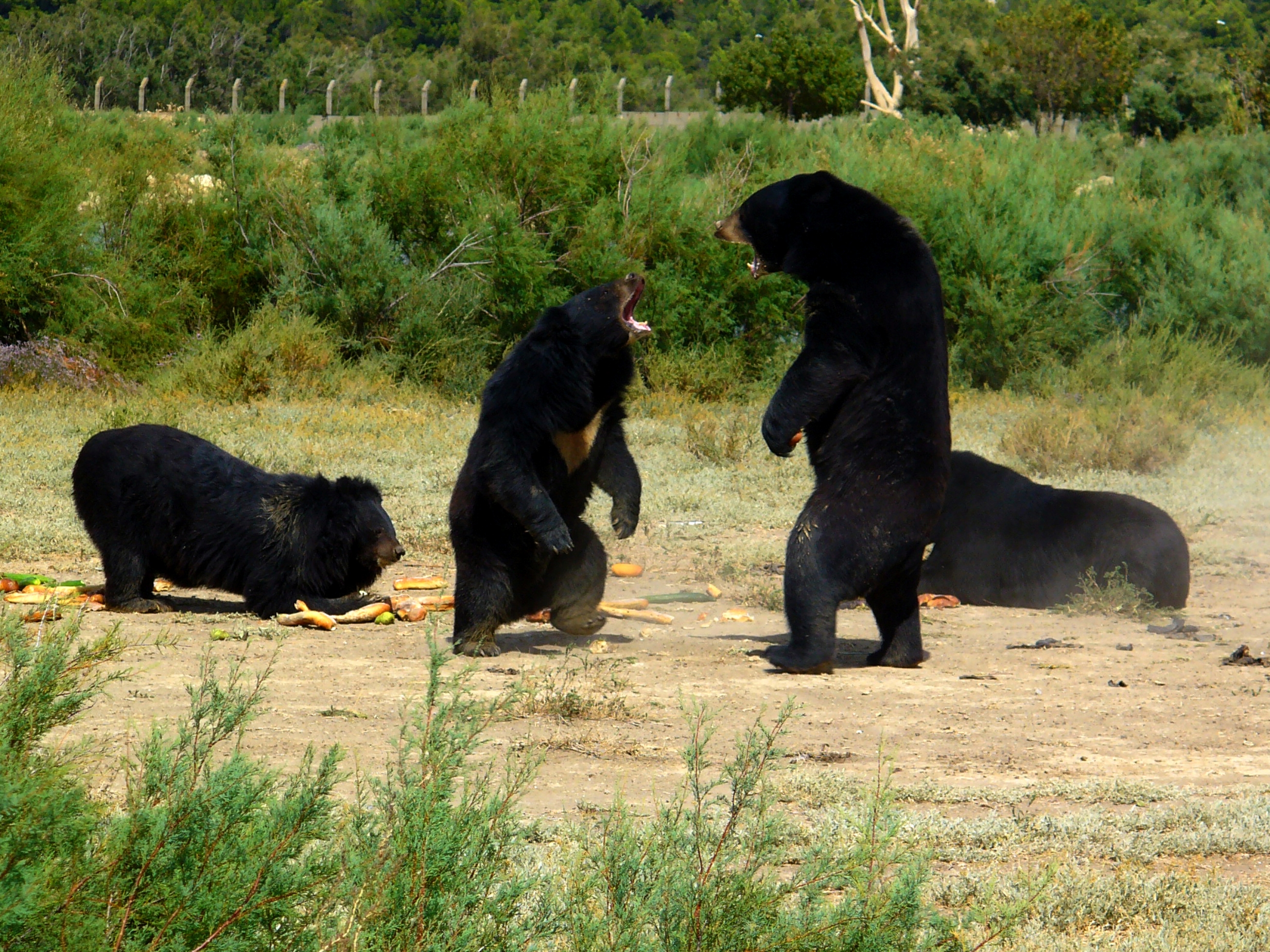
Гималайские медведи

Объяснения свидетельств о встречах со снежным человеком или находке следов его существования следующие:
- Пересказы (возможно, творчески дополненные рассказчиками) фольклора, как народного, так и профессионального («чёрный альпинист», различные «пещерные жители» в фольклоре спелеологов и так далее), принятые за сообщения о реальных событиях.
- Ошибки наблюдателей. За снежного человека в условиях плохой видимости могли приниматься реальные животные (например, медведь), а в некоторых случаях — и неодушевлённые предметы (движение растений под ветром, игра света и теней). В качестве следов снежного человека могут фиксироваться отпечатки совершенно иного происхождения. Так, известен механизм образования следов, напоминающих отпечатки босых человеческих ног крупного размера: снежный барс часто ходит, ставя лапы по одной линии, так, что следы частично перекрываются, в результате два перекрывающихся следа лап внешне выглядят как один след большой ноги[44]. Э. М. Мурзаев отмечал, что гималайский медведь (от названия которого и происходят термины «снежный человек», «йети») оставляет пальцестопные следы, которые на снегу в условиях приэкваториальной инсоляции могут протаивать до огромных размеров[14]. Медведь может ставить заднюю стопу частично на отпечаток передней стопы, создавая таким образом очень большой след, похожий на огромный отпечаток человеческой стопы, расположенный в направлении, противоположном движению медведя[3]. Животные, которые почитаются в мифологии в качестве тотемных классификационных символов определённых социальных подразделений, рассматриваются как люди, в том числе из других миров. Так, мифология нивхов описывает медведя как «горного человека», который принадлежат верхнему миру[45].
- Намеренные мистификации для привлечения внимания или с какой-либо другой целью. Так, легко подделать гипсовые слепки[6].
- Некоторые случаи наблюдения снежного человека на высокогорье могут трактоваться как системные галлюцинации в условиях длительного кислородного голодания.

Полевой зоолог Джордж Шаллер, не отрицающий возможное существование снежного человека и даже участвовавший в его поисках, отмечал, что до сих пор не найдены его останки или хотя бы фекалии, в отсутствие которых нельзя сделать выводы о том, существует ли он и что собой представляет.
Академик А. Б. Мигдал приводит, не называя имени, мнение известного океанолога:

О чудовище озера Лох-Несс и снежном человеке он сказал: «Очень хочется верить, но нет оснований». Слова «нет оснований» означают, что вопрос изучался, и в результате изучения обнаружилось, что нет оснований доверять первоначальным утверждениям. Это и есть формула научного подхода: «хочется верить», но раз «нет оснований», то надо от этой веры отказаться.
Отношение профессионального биолога к вопросу о возможности существования «снежного человека» проиллюстрировал палеонтолог Кирилл Еськов в популярной статье:

Мне, по крайней мере, неизвестны законы природы, налагавшие бы прямой запрет на существование в горах Центральной Азии реликтового гоминоида — «обезьяночеловека», или просто крупной человекообразной обезьяны. С вечными снегами он, надо полагать, вопреки своему названию не связан никак (кроме того, что иногда оставляет там следы), а обитать должен в поясе горных лесов, где вполне достаточно и пищи, и укрытий. Ясно, что любые сообщения о североамериканских «бигфутах» можно со спокойной совестью выкидывать не читая (ибо своих видов приматов на том континенте нет и никогда не было, а чтобы пройти туда из Азии через приполярную Берингию, как это сделали люди, надо хотя бы обладать огнём), но вот в Гималаях или на Памире — почему бы и нет? Есть даже вполне правдоподобные кандидаты на эту роль, например, мегантроп — очень крупная (около двух метров ростом) ископаемая обезьяна из Южной Азии, обладавшая рядом «человеческих» черт, которые сближают её с африканскими австралопитеками, прямыми предками гоминид […] 

Итак, допускаю ли я (как зоолог-профессионал) принципиальную возможность существования реликтового гоминоида? — ответ: «Да». Верю ли я в его существование? — ответ: «Нет». А поскольку речь тут зашла не о «знаю/не знаю», а о «верю/не верю», я позволю себе высказать на сей счёт вполне субъективное суждение, основанное на личном опыте: […] там, где единожды ступила нога профессионала, ни одно животное крупнее крысы не имеет ни единого шанса остаться «неизвестным науке». Ну, а поскольку к концу двадцатого столетия мест, где та нога профессионала не ступала бы вовсе, почитай, уже не осталось (по крайней мере на суше) — выводы делайте сами…
Против существования американского снежного человека (бигфута) говорит тот факт, что американские обезьяны относятся к широконосым обезьянам в отличие от узконосых, к которым принадлежат гоминиды, включая человека.
Российский биолог Владимир Витальев в 2004 году выдвинул предположение, что йети являются одичавшими олигофренами, сбежавшими из общества обычных, здоровых людей. К аналогичному выводу относительно Заны из Тхина, что она была лишь одичавшей слабоумной, а также прочих «снежных людей», приходит и биолог Ольга Арнольд. Фазиль Искандер также считал Зану из Тхина одичавшей слабоумной. Дети-маугли, случайно сбежавшие в лес и воспитанные дикими животными, со временем обрастают более густым волосяным покровом, в качестве адаптации к холодному климату. Во взрослом состоянии они могут быть приняты очевидцами за снежных людей. Также, помимо слабоумия, к побегу от общества могут приводить генетические заболевания, например гипертрихоз, когда человек полностью обрастает шерстью. Учёный Карл Линней, создавший первую систематику животного мира, выделил особый вид «диких людей», он описал 9 известных ему подобных индивидов.
Представления о снежном человеке и его различных местных аналогах рассматриваются с точки зрения этнографии. Образ огромного страшного человека может отражать прирождённые страхи перед темнотой, неизвестностью, отношения с мистическими силами у разных народов. Вполне возможно, что в некоторых случаях за снежных людей принимались люди с неестественным волосяным покровом или одичавшие психически больные люди.
Сличение записей гоминологических экспедиций с небольшим числом старых («первичных») источников позволяет предполагать, что местный фольклор оказался чувствительным к запросам поисковиков, а коммуникативные задания последних непредумышленно регулировали как отбор, так и содержательный состав текстов. В результате этого процесса местные традиции обогатились палеоантропологическими идеями и сами стали предлагать поисковикам уточненную интерпретацию собственных сообщений. Эта «реверсивная» интерпретация стала основным материалом, с которым работает современная гоминология.
Некоторые православные считают снежного человека проявлением дьявола.

## Генетические исследования

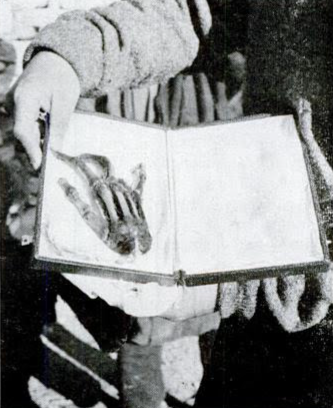
Скелет кисти руки, выдаваемой в буддистском монастыре селения Пангбоче в Непале за руку снежного человека. Анализ ДНК показал, что это рука человека

В 2014 году в журнале «Proceedings of the Royal Society» было опубликовано генетическое исследование образцов волос, приписываемых снежному человеку. Эту работу провела группа учёных под руководством генетика Брайана Сайкса из Оксфордского университета (Великобритания). Криптозоологами были присланы 57 образцов, собранных в разное время (в том числе полвека назад), один из которых оказался растительного происхождения, один — стекловолокном. Были секвенированы 36 образцов (из которых 18 были из США, восемь из России, один из Непала, один из Бутана, один из Индии и один с Суматры). 34 образца принадлежали хорошо известным животным (коровы, лошади, олени, овцы, волки, малайский тапир, еноты, один образец принадлежал Homo sapiens), два образца волос из Ладакха и Бутана оказались ближе всего к вымершему 40 тысяч лет назад подвиду белого медведя (Ursus maritimus). Авторы считают, что это волосы медведей, предки которых гибридизировались с предками белых медведей. В 2015 году две другие группы учёных высказали сомнение в результатах этого исследования. Они предположили, что волоски полярного медведя попали в образцы случайно, что Сайкс отрицает. Предполагается также, что эта шерсть принадлежит гималайскому (тяньшанскому) подвиду бурого медведя Ursus arctos isabellinus, которого в Непале называют Джу Те. Ареал этого подвида включает северные области Афганистана, Пакистана, Индии, Непал и Тибет, горы Памира и Тяньшаня. Он представляет собой очень редкое и самое крупное в данном регионе животное, самцы достигают в длину 2,2 м. Ряд исследователей считает, что его принимали за снежного человека. Авторы исследования 2014 года резюмируют: «Описанные методы положили конец десятилетиям неопределенности в видовой принадлежности „аномальных приматов“ и создают строгий стандарт, на основании которого можно оценивать любые будущие утверждения».
В 2015 году профессор Брайан Сайкс сообщил газете «The Times», что после генетической экспертизы потомков дикой женщины Заны из Тхина, жившей в XIX веке в Абхазии, считает её представителем популяции древних африканцев и предположил такую возможность для снежных людей. Исследование ДНК Заны выявило у неё распространённую в Африке митохондриальную гаплогруппу L2 (субклад L2b1b1*). Впрочем, в Абхазии уже несколько сотен лет проживают люди, имеющие частично африканское происхождение, предположительно, потомки африканских рабов, завезённых в XVIII веке князьями Чачба (Шервашидзе) для возделывания мандариновых плантаций.

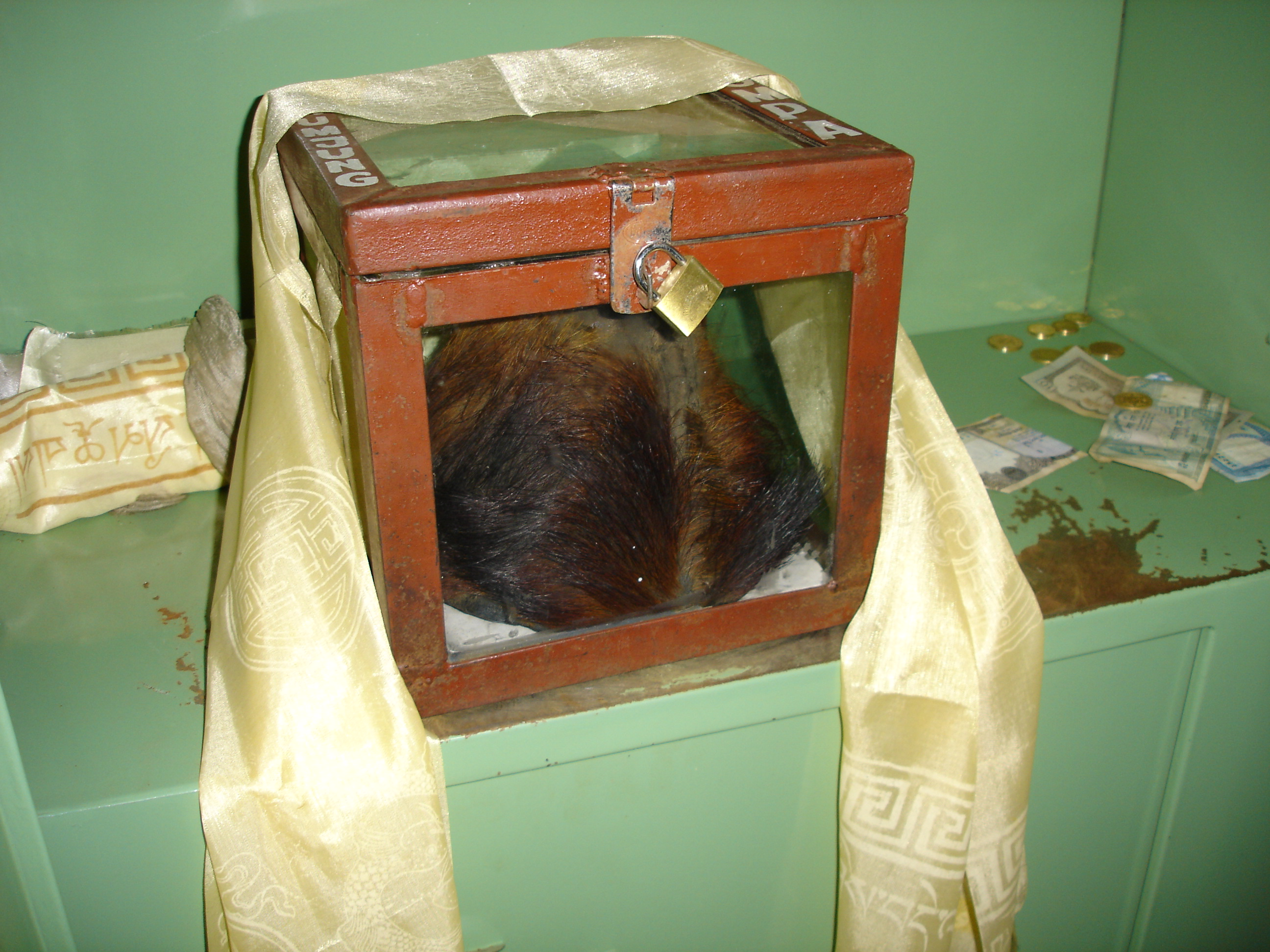
Предмет, выдаваемый за скальп снежного человека в монастыре непальского селения Кумджунг

В монастыре непальского селения Кумджунг хранится скальп, который приписывается йети. Украинский журналист и путешественник Дмитрий Комаров в 2016 году добыл волос с этого скальпа и передал на экспертизу в израильскую лабораторию Galil Genetic Analysis. Анализ показал, что волос не является предметом биологического происхождения. Однако впоследствии было решено провести повторное исследование, и образцы волоса были отданы украинской аналитической лаборатории компании «ОТАВА». Результаты подтвердили биологическое происхождение образца и показали, что его спектр совпадает со спектрами волос или шерсти и не является синтетическим материалом. Исследование установило, что морфологические признаки предоставленного волоса (формы и размера чешуек кутикулы и сердцевины волоса) полностью совпадают с признаками шерсти гималайского серау (Capricornis thar), то есть гималайского горного козла.
В ноябре 2017 года в журнале «Science» опубликовано сообщение о проведении исследований ДНК, содержащихся в девяти образцах, взятых из останков, приписываемых йети. По результатам исследований было установлено, что из 9 образцов один принадлежал собаке, остальные — гималайскому медведю (Ursus thibetanus) и двум подвидам бурого медведя — гималайскому (Ursus arctos isabellinus) и тибетскому (Ursus arctos pruinosus).

## В популярной культуре
Легенда о снежном человеке перешла в масштабную продукцию массовой культуры, книжную и кинематографическую, литературу жанр фэнтези, «литературу ужасов» и др. Эта продукция, в свою очередь, легко усваивается фольклором.

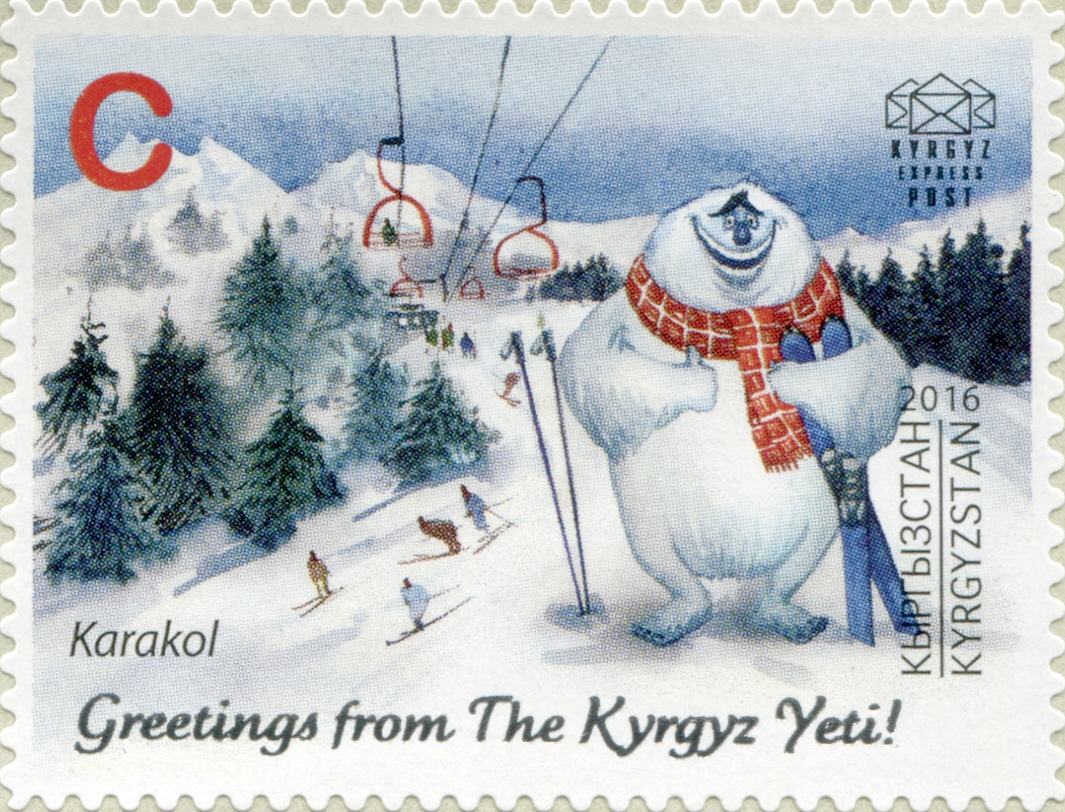
Йети на почтовой марке Кыргызстана, 2016

Бигфут оказал существенное влияние на массовую культуру. В 2018 году журнал «Smithsonian» писал, что интерес к этому существу находится на «рекордно высоком уровне». Согласно опросу, проведённому в мае 2020 года, примерно каждый десятый взрослый американец считает бигфута реальным животным.
Законодательство
В 1969 году в округе Скамейния, штат Вашингтон (США), было принято постановление о бигфуте, согласно которому «любое преднамеренное, беспричинное уничтожение таких существ считается тяжким уголовным преступлением», караемым значительным штрафом и / или тюремным заключением. Постановление было принято 1 апреля, но комиссар округа Конрад Ланди заявил: «это не шутка в День дурака… есть основания полагать, что такое животное существует». В 1984 году в постановление были внесены поправки, чтобы исключить невменяемость и рассматривать такое преступление как убийство человека, если коронер докажет, что убитое существо являлось гуманоидом. В постановлении предполагается, что бигфут является подвидом Homo sapiens.
9 июня 1991 года округ Уотком, штат Вашингтон (США), принял билль, объявивший этот округ «зоной защиты и убежища сасквоча».
Торговля и туризм
Персонаж стал объектом прибыльного бизнеса на северо-западном побережье Тихого океана. В особенности это выражено в районе шоссе 101, в южной части округа Гумбольдт, также известного как Шоссе Редвуд, вдоль которого выстроено большое число магазинов, где продаются товары по данной теме.
Снежный человек стал одним из символов Горной Шории (Кемеровская область и Алтайский край). В 2010 году День открытия горнолыжного сезона объявлен праздником — Днём снежного человека. Губернатором Кемеровской области (1997—2018) Аманом Тулеевым было объявлено вознаграждение в один миллион рублей за поимку снежного человека. Тулеев делал попытку самостоятельно обнаружить снежного человека. Когда интерес к снежному человек начал падать, Тулеев попросил главу Таштагольского района Кемеровской области Владимира Макуту найти человека, который своими появлениями должен был изображать йети для туристов.
Йети был выбран маскотом Visit Nepal 2020, туристической рекламной кампании Правительства Непала.
Некоторые фильмы
- «Снежное существо[англ.]» (1954), американский фантастический хоррор В. Ли Уайлдера.
- «Чудовищный снежный человек» (1955), японский.
- «По следам Снежного человека» (1988), советский.
- «Снежный человек» (Strange Wilderness, 2008), американская комедия Фрэда Вульфа.

Мультфильмы
- «Переполох в Гималаях» (2007), немецкий.
- «Смолфут» (2018), американский.
- «Эверест» (Abominable, 2019), американо-китайский.